# Ящук Інна Петрівна
Ящук Інна Петрівна (нар. 4 вересня 1972, м. Хмельницький, Україна) — науковець, педагог, декан факультету початкової освіти та філології ХГПА.

## Життєпис
Інна Ящук народилась в місті Хмельницький 4 вересня 1972 року в родині службовців.
У 1991 році закінчила Хмельницьке педагогічне училище (тепер Хмельницька гуманітарно-педагогічна академія) за спеціальністю: «Вчитель молодших класів».
До 1995 року навчалась в Кам'янець-Подільському національному університеті імені Івана Огієнка, де здобула вищу освіту зі спеціальності «Початкове навчання та методика педагогіки».
У 2001 році захистила дисертацію на здобуття наукового ступеня «Кандидат наук» зі спеціальності «Теорія та методика виховання».
У 2009 році пройшла програму USAID міжнародного стажування в США.
У 2011 році захистила докторську дисертацію зі спеціальності «Історія педагогіки та загальна педагогіка».

## Трудова та наукова діяльність
До 1995 року працювала вчителем початкових класів в загальноосвітній школі № 26 м. Хмельницького, і в цьому ж році була обрана  головою профспілки студентів та переведена на роботу в училище.
У 2000 році Інна Ящук була призначена методистом та заступником декана факультету початкового навчання, з 2003 року — декан факультету початкового навчання.
У 2001 році розпочала співпрацею з Міжнародним Благодійним Фондом «Україна-3000», а з 2004 року стала регіональним партнером Фонду у Хмельницькій області.
У 2005 році стала доцентом кафедри шкільної педагогіки та психології, а у 2009 — професора кафедри педагогіки та психології Міжнародної Кадрової Академії.
У 2013 році Рішенням Атестаційної колегії Міністерства освіти і науки, молоді та спорту України присвоєно вчене звання професора кафедри педагогіки.
З 2014 року і дотепер обіймає посаду декана факультету початкової освіти та філології Хмельницької гуманітарно-педагогічної академії, очолює в академії Лабораторію гуманної педагогіки, є членом правління Всеукраїнської Лабораторії гуманної педагогіки.
За період з 2011 по 2017 роки Інна Петрівна створила наукову школу, має 12 аспірантів.
Інна Ящук є дійсний членом (академіком) Міжнародної академії наук педагогічної освіти та дійсним членом докторських спеціалізованих вчених рад в Рівненському державному гуманітарному університеті та Хмельницькій гуманітарно-педагогічній академії.
Має понад 200 наукових публікацій. Член редколегії збірників наукових праць «Інноватика у вихованні», «Педагогічний дискурс» «Актуальні питання мистецької педагогіки», віднесених до переліку наукових фахових видань ДАК України.

## Політична діяльність
2015 році вступила до політичної партії «Об'єднання „Самопоміч“» та стала депутатом Хмельницької обласної ради.
Того ж року була обрана головою Комісії питань освіти, науки, культури, молодіжної політики, спорту і туризму в Хмельницькій обласні раді, стала членом міжфракційної групи Хмельницької обласної ради «За рівні можливості».
Кандидатка на посаду міського голови Хмельницького на виборах 2020 року від провладної партії Слуга народу.
З січня 2023 року — т.в.о. державного секретаря Міністерства внутрішніх справ України.
З лютого 2023 року — державний секретар МВС України. Державний службовець 3-го рангу.

## Особисте життя
Одружена. Виховує дітей.

## Нагороди
2004, 2006 роки — нагороджена відзнаками Інституту педагогіки Академії Педагогічних Наук України
2008 рік — нагороджена почесними грамотами Міністерства освіти і науки України, Міністерства України у справах сім'ї, молоді і спорту 
2008 рік — нагороджена Почесною відзнакою «За наукові досягнення»
2010 рік — нагороджена Почесним знаком Асоціації навчальних закладів України «За розбудову освіти»
2014 рік — за активну громадську діяльність була нагороджена нагрудним знаком Федерації профспілок України «Профспілкова відзнака».
2016 рік — нагороджена медаллю Академії педагогічних наук України «Ушинський К. Д.»
2019 рік — указом Президента України присвоєно почесне звання «Заслужений діяч науки і техніки України».